# Eulalia de Barcelona
Santa Eulalia (llamada también Olaya, Olalla, Eulària o Laia) (Barcelona, h. 290-ibídem, 12 de febrero de 303) fue una mártir cristiana. Es considerada santa tanto por la Iglesia católica como por la ortodoxa.
Es la patrona de Barcelona. Además, es también patrona de los municipios de Hospitalet de Llobregat, Pallejá (Barcelona), Perpiñán (Francia), Esparraguera (Barcelona), Santa Eulalia del Campo (Teruel), Riudecols (Tarragona) y de las localidades de Villagarcía de la Vega, Ribas de la Valduerna (León), Cunas (La Cabrera, León), Pesquera (Cistierna, León), Santa Eulalia de Cabrera (Provincia de León), La Horra (Burgos).

## Historia

### Vida y martirio
La leyenda, de la que se tiene constancia a partir del siglo VII, se remonta a la época romana. Según la tradición cristiana, Eulalia fue una niña, educada en el cristianismo, que vivió en las afueras de la ciudad de Barcino (Hispania), en lo que hoy es Sarriá, a finales del siglo III. Con 13 años, durante el período de persecuciones a los cristianos del emperador Diocleciano (284-305 d. C.), Eulalia se escapó de su hogar y fue a buscar al gobernador de Barcino para recriminarle las represiones. El gobernador, ante la negativa de la niña a renunciar a la fe cristiana, la condenó a trece martirios, tantos como años tenía.

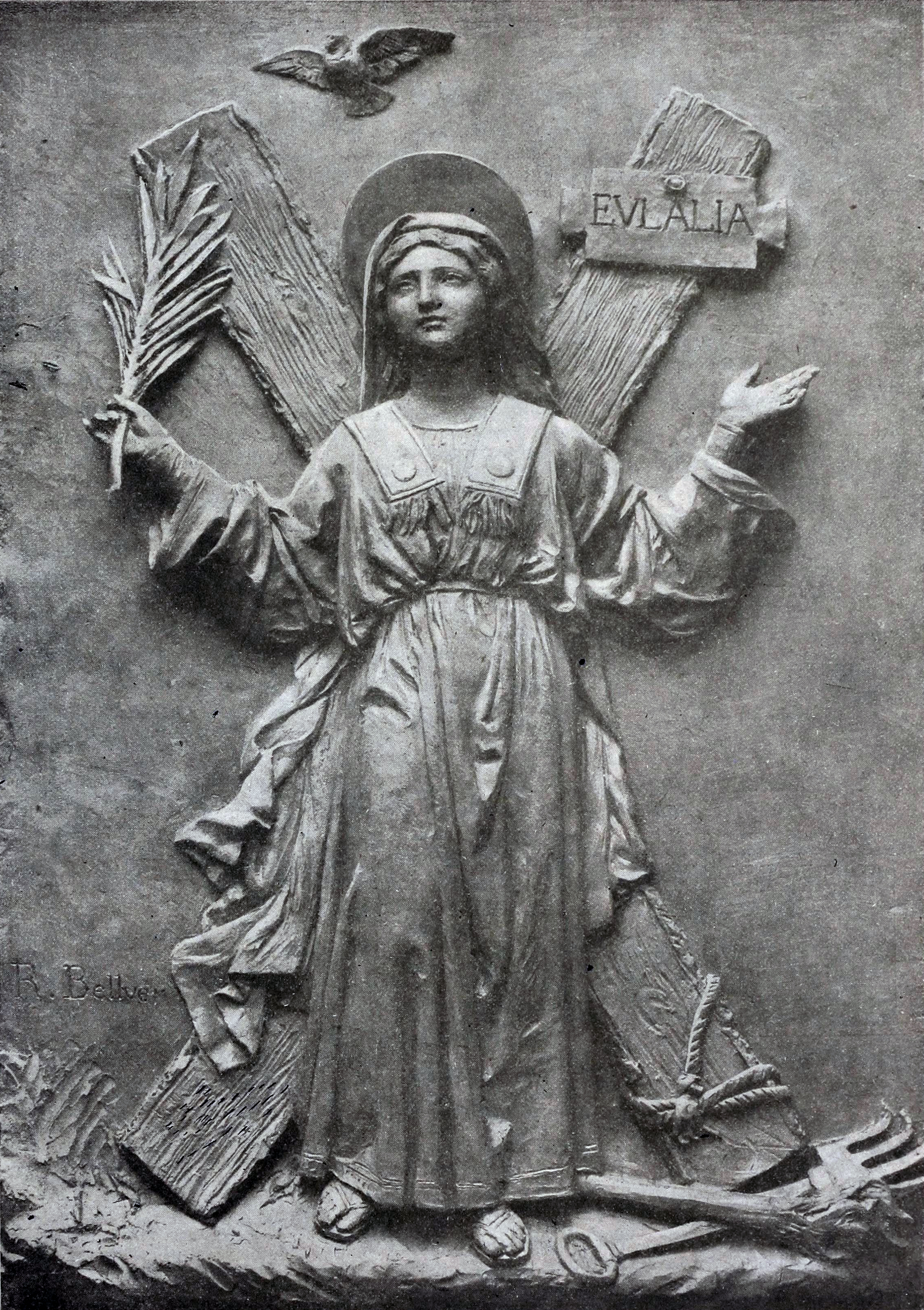
Santa Eulalia por Ricardo Bellver

Según la tradición, como primer tormento fue encarcelada en una prisión oscura, para posteriormente ser azotada. En el ecúleo le fue desgarrada la carne con garfios. Luego fue puesta de pie sobre un brasero ardiendo y le fueron quemados los pechos. Las heridas le fueron fregadas con piedra tosca, para luego arrojarles aceite hirviendo y plomo fundido, además de lanzarla a una fosa de cal viva.
El noveno tormento, uno de los más conocidos popularmente, consistió en ponerla desnuda dentro de un tonel lleno de cristales, clavos y otros objetos punzantes, siendo lanzada por una calle en bajada.
Posteriormente, fue encerrada en un corral lleno de pulgas. Finalmente, fue paseada desnuda por las calles de la ciudad hasta el lugar del suplicio donde fue crucificada en una cruz en forma de aspa. Según la leyenda, durante su crucifixión se produjo una nevada, tapando la pureza de su cuerpo desnudo. También según la tradición popular, al final de su oración de que el Señor la tomara a Su Reino, la gente vio salir de su boca volando hacia el cielo una paloma blanca.

### Otras leyendas
A lo largo de los siglos, otras leyendas y mitos han surgido sobre la santa. En 878 los restos de la santa, que estaban enterrados en Santa María de las Arenas, fueron trasladados a lo que hoy es la Catedral. Según la leyenda, cuando la comitiva que llevaba el arca llegó a la puerta de la ciudad, el sarcófago se volvió tan pesado que resultaba imposible moverlo. En ese instante, apareció un ángel que señaló con el dedo a uno de los canónigos de la procesión. Este, arrepentido, confesó que se había quedado un dedo del pie de la santa como reliquia. Una vez restituido el dedo mutilado, los restos pudieron cruzar las murallas.
Desde 1868 Santa Eulalia comparte el patronazgo de Barcelona con la Virgen de la Merced y, en honor a ella, la ciudad celebra en el mes de febrero las fiestas de Santa Eulalia. La cultura popular atribuye a las lágrimas de Santa Eulalia, triste por el olvido de los barceloneses, las lluvias que a menudo deslucen las celebraciones de La Merced.

## Historicidad

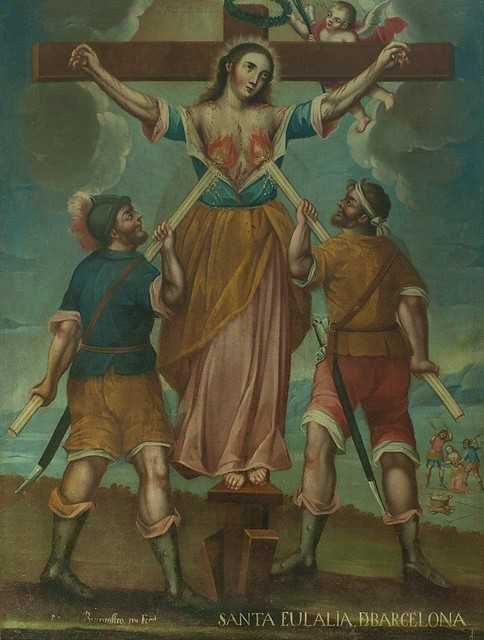
Martirio de Santa Eulalia de Barcelona

Existen serias dudas sobre la historicidad de la vida y martirio de Eulalia de Barcelona, pudiendo tratarse de una versión local de la santa Eulalia de Mérida. Cabe destacar que las referencias más antiguas de la santa emeritense se remontan al siglo V, mientras que el primer testimonio escrito que se conoce del martirio de Eulalia de Barcelona es el himno Fulget hic honor sepulcri del obispo Quirico de Barcelona fechado, aproximadamente, en 660, tres siglos después del tormento. En este sentido, la leyenda de Barcelona reproduce, además del nombre, múltiples hechos y tormentos de la santa de Mérida, pudiendo tratarse de una duplicación de personalidad hagiográfica. Esta duplicidad fue estudiada por Ángel Fábrega Grau, quien en 1958 publicó Santa Eulalia de Barcelona, revisión de un problema histórico, y por bolandistas en su Analecta Bollandistae, sin llegar a una resolución concluyente.
Eulalia de Barcelona fue canonizada en 633 y se convirtió en patrona de la capital catalana, donde se encuentran sus restos. Tras largo tiempo desaparecidos, los restos de santa Eulalia fueron «localizados» milagrosamente en 878 por el obispo Frodoino en la iglesia de Santa Maria de las Arenas —que hoy es la Basílica de Santa María del Mar—, organizándose un solemne traslado a la catedral. Investigadores contemporáneos interpretan este descubrimiento del cuerpo de Eulalia como una «invención» (inventio) por parte de Frodoino, motivada por intereses político-religiosos. En el siglo XIII las reliquias pasaron a la cripta de la Seo, reposando dentro de un nuevo sarcófago gótico de estilo pisano.
En 2004 santa Eulalia de Barcelona fue retirada del Martirologio romano, pasando a ser una "santa tradicional". A pesar de esto, y como suele suceder en casos similares, se autoriza el culto a esta santa en el ámbito local porque está firmemente arraigado.

## Presencia de santa Eulalia en Barcelona
Como histórica patrona de Barcelona, la capital catalana conserva múltiples referencias a santa Eulalia.

### Tradiciones culturales
Anualmente, coincidiendo con la semana del 12 de febrero, Barcelona celebra las Fiestas de Santa Eulalia. A los actos litúrgicos e institucionales, cuya celebración se remonta al siglo XVIII, se han añadido, desde los años 1980, múltiples festejos populares en las calles, que han convertido esta celebración en fiesta mayor de invierno de la ciudad. La mayoría de actos, que se concentran en Ciutat Vella, son de tipo tradicional, como correfocs, pasacalles, bailes de sardanas o castellers.
En el marco de estas fiestas, el 12 de febrero tiene lugar la Procesión de las Laias, un desfile por las calles del barrio en el que participan gigantas de la ciudad. Entre ellas, las bautizadas en honor a la patrona, como la Eulàlia, de los Gegantons Vells del Pi, cuyo origen se remonta a 1780, o la Gegantona Laia, que reproduce la iconografía de la mártir.
Asimismo, con motivo de esta festividad, se iza en el balcón principal de la Casa de la Ciudad de Barcelona la histórica Bandera de Santa Eulalia de Barcelona

### Referencias monumentales

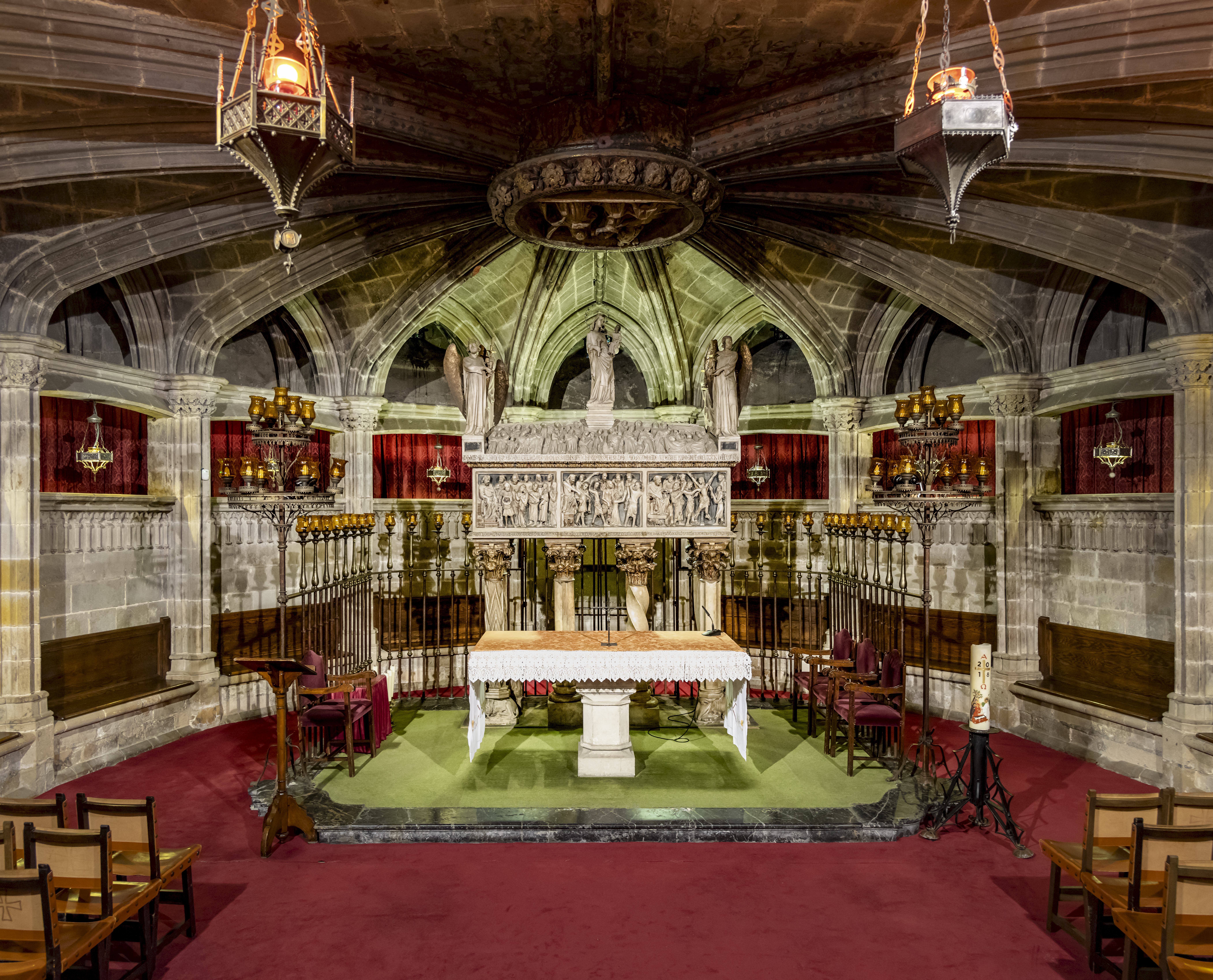
Sepulcro de Santa Eulalia en la cripta de la Catedral de Barcelona
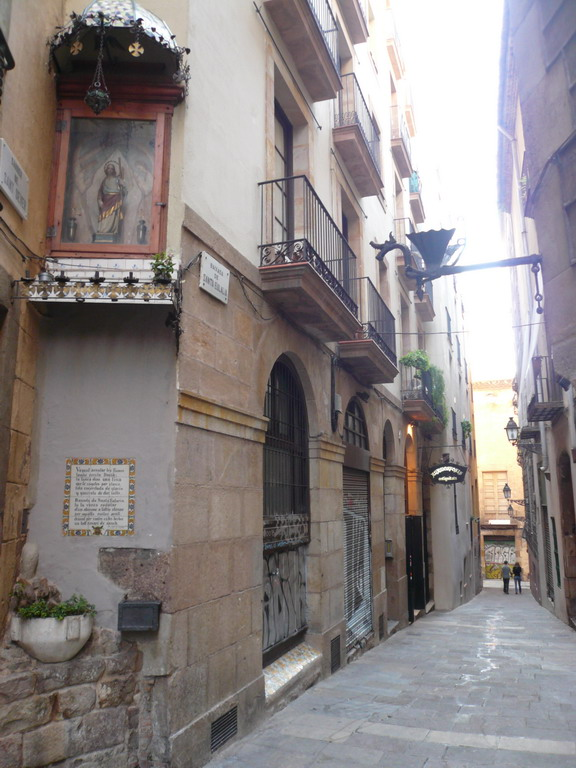
Hornacina y versos de Verdaguer en la Bajada de Santa Eulalia
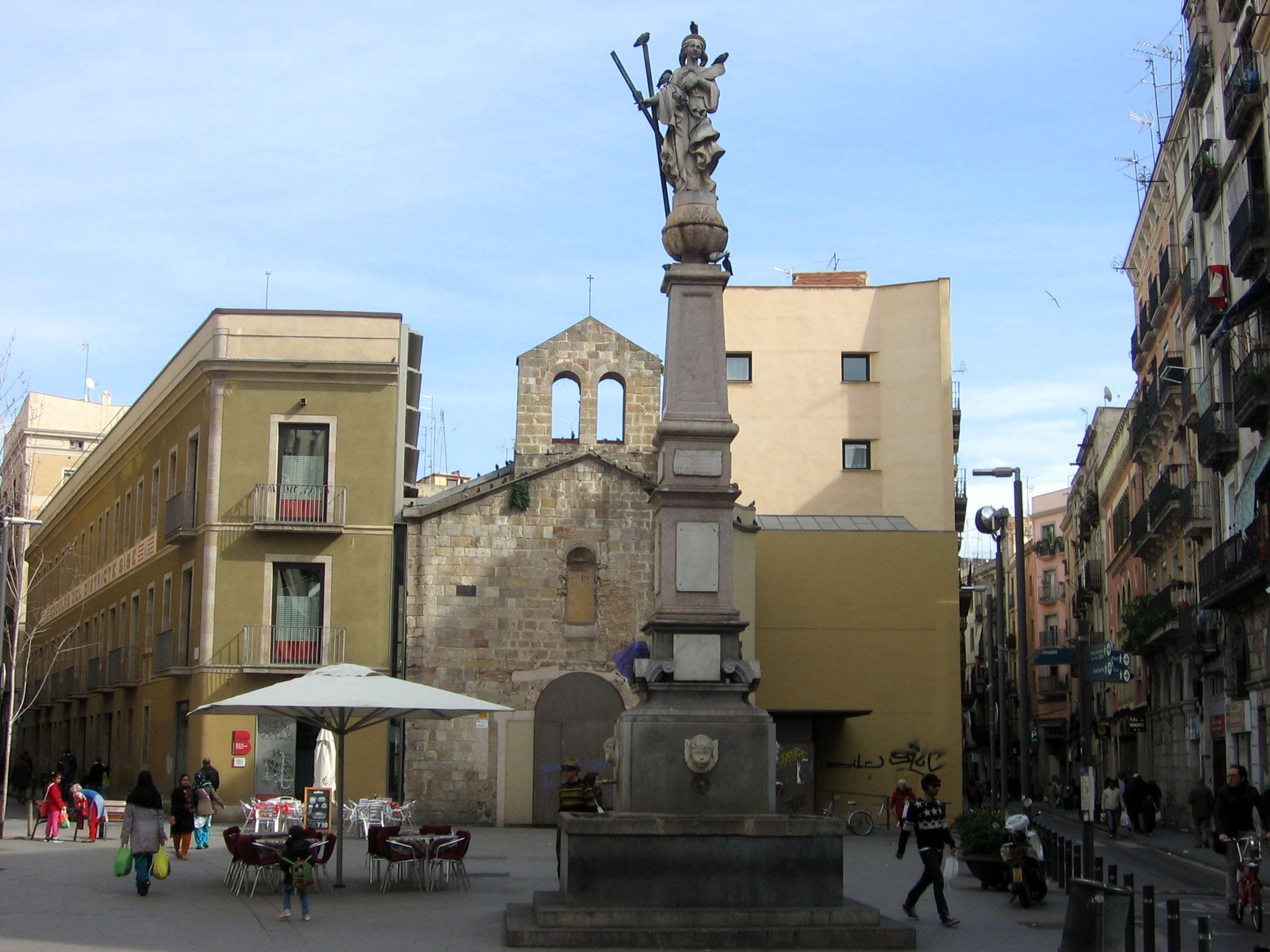
Fuente de Santa Eulalia, Plaza del Pedró
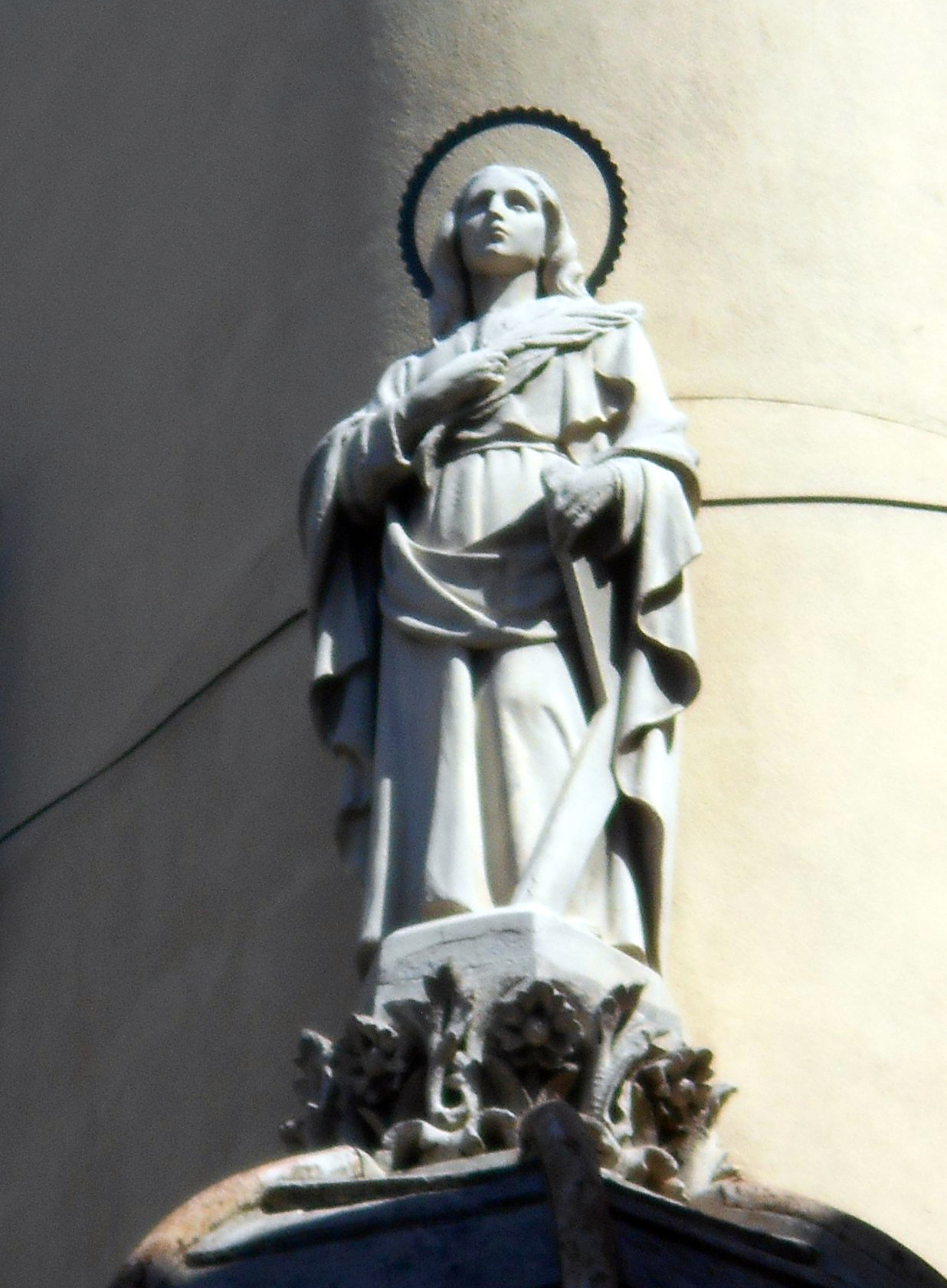
Estatua de Eduard Alentorn en La Boqueria, donde la leyenda sitúa su crucifixión